# 4135 Svetlanov
4135 Svetlanov este un asteroid din centura principală, descoperit pe 14 august 1966 de Liudmila Cernîh și Tamara Smirnova.